# Менил (село)
Мени́л — село в Игринском районе Удмуртии. Входит в Факельское сельское поселение.

## География
Село находится в 11 км к северу от районного центра — посёлка Игра — на берегу реки Большой Меньил.
В селе расположена пассажирская и грузовая железнодорожная станция Ижевского отделения Горьковской железной дороги.

## Население
| 2010 | 2012  |
| ---- | ----- |
| 1097 | ↘1084 |